# Klopaierspitze
Die Klopaierspitze (ital. Piz Clopai, 2918 m ü. A.) ist ein Gipfel im Alpenhauptkamm und liegt in den Nauderer Bergen, einem Teil der Ötztaler Alpen. Der Gipfel bildet den südwestlichen Eckpfeiler dieser Gruppe. Auch im Grenzverlauf zwischen Österreich und Italien stellt der Gipfel einen besonderen Punkt dar, denn die von Westen her am Alpenhauptkamm verlaufene Grenze biegt an der Klopaierspitze nach Nordosten zur Bergkastelspitze ab, die in einem nördlichen Seitenkamm des Hauptkamms liegt.
Die Klopaierspitze ist von Reschen im oberen Vinschgau aus gesehen der dominierende Berg im Osten, denn sie verstellt den Blick zur nordöstlich nur gut einen halben Kilometer entfernt liegenden und höheren Plamorder Spitze (2982 m ü. A.).

## Routen

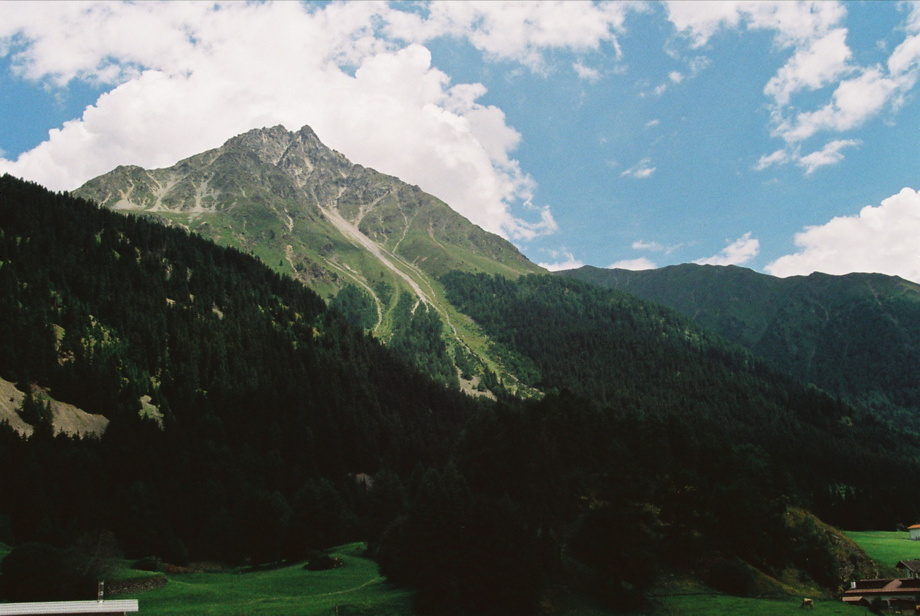
Klopaierspitze, Blick von der Passhöhe des Reschenpass aus

Der einfachste Anstieg führt von Graun in die Senke nordöstlich des Grauner Bergs (2526 m s.l.m.). Alternativ kann mit nur geringfügig höherem Zeitaufwand auch der über den Grauner Berg führende Steig benutzt werden. Nun geht es in einem großen Bogen um das Becken südöstlich des Gipfels herum, zunächst über Weiden, später über Blockwerk an die Ostseite des Berges heran. Am rechten Rand der markanten Rinne wenig rechts (nördlich) der Gipfelfalllinie gelangt man fast bis an den Grat und nach einer leichten, kurzen Blockkletterei von dort auf den Gipfel. Jedoch sind sowohl die letzte Passage als auch der Gipfelbereich ausgesetzt, was Trittsicherheit und Schwindelfreiheit erfordert. Die Rinne ist sehr steil und etwas steinschlaggefährdet. Der Anstieg von Graun dauert ungefähr vier Stunden.

## Name
Der Name wurde 1816 als Klopairer Spitz erstmals verschriftlicht. Er geht auf lateinisch clapaira ‚Felsengebirge‘ zurück. Im Vertrag von Saint-Germain von 1919, der nach der Abtretung Südtirols an Italien die neue Grenzziehung gegenüber Österreich bestimmte, ist die Klopaier Spitze als Kote 2915 in Art. 27 ausdrücklich genannt.